# Hôtel de la Caisse d'épargne de Pontoise
L'hôtel de la Caisse d'épargne, de nos jours hôtel de ville annexe de Pontoise, est un bâtiment de la fin du XIXe siècle situé à Pontoise, en France. Il a autrefois accueilli un établissement bancaire, pour lequel il a été construit.

## Situation et accès
L'édifice est situé au no 34 de la rue Alexandre-Prachay, dans le centre-ville de Pontoise, et plus largement au sud et vers le centre du département du Val-d'Oise.

## Histoire

### Concours
Le 15 juillet 1898, un concours pour la construction d'un hôtel de la Caisse d'épargne est ouvert jusqu'au 1er décembre à tous les architectes de l'arrondissement, à condition que ceux-ci exercent leur profession avant la publication de l'avis (justifiable par la production d'un extrait du rôle des patentes),. Le jury est notamment composé des architectes Honoré Daumet, Victor Laloux et Victor-Auguste Blavette.
| Prix | Candidat        |
| ---- | --------------- |
| 1er  | Albert Guilbert |
| 2e   | Baudouin        |
| 3e   | Charpentier     |

### Adjudications
L'adjudication des travaux de maçonnerie a lieu le 11 mars 1899, à 3 h, à l'hôtel de ville. Cette dernière est ouverte aux entrepreneurs patentés de l'arrondissement, à l'exclusion des entrepreneurs des cantons de cet arrondissement où il existe une Caisse d'épargne particulière. Puis, l'adjudication en six lots des travaux de construction a lieu le 8 avril de la même année, à 15 h, également à l'hôtel de ville,.
| Lot | Partie                | Adjudicataires       | Ville de l'ajudicataire |
| --- | --------------------- | -------------------- | ----------------------- |
| 1er | Maçonnerie            | Ch. Letu (M.)        | Pontoise                |
| 2e  | Charpente             | Guimard (M.)         | Pontoise                |
| 2e  | Charpente             | Bonnoron (M.)        | Pontoise                |
| 3e  | Couverture, plomberie | Chénot (M.)          | Pontoise                |
| 4e  | Menuiserie            | Fournier (M.)        | Pontoise                |
| 5e  | Serrurerie            | Huard-Meullien (Mme) | Pontoise                |
| 6e  | Peinture              | Desmazure (M.)       | Pontoise                |

### Fondation
L'édifice est élevé à partir du printemps 1899, sur le lieu de l'ancien hôtel des Postes.

### Inauguration et mise en service
La cérémonie d'inauguration a lieu le 28 juillet 1900, à 11 h, sous la présidence du sous-préfet de Pontoise, Antoine Marty. L'Harmonie municipale vient se produire à la cérémonie et un grand banquet clôture cette dernière,,. Les bureaux de la Caisse d'épargne sont transférés le 4 août dans ce nouvel hôtel, qui est alors sis 36 Grande-Rue,.

## Structure
L'édifice s'élève sur trois niveaux et comprend un sous-sol et des caves. Sa façade principale se compose de trois travées. L'entrée principale est surmontée d'un bas-relief de ruche — symbole des caisses d'épargne françaises, à l'époque de sa construction. Les trois fenêtres centrales du premier étage sont surmontées de l'inscription de la raison sociale « CAISSE D’ÉPARGNE » et au-dessus, au deuxième étage, une horloge est incrustée dans un cadre ornementé.

### Bibliographique
- « Concours de Pontoise « une Caisse d'épargne » », La Construction moderne,‎ 14 janvier 1899, p. 186-187 (lire en ligne ) (plans de l'édifice)